# Тедоре
Тевдоре (груз. თევდორე) — грузинское сельскохозяйственное божество. Первоначально почитался в качестве покровителя земледелия, а позже и лошадей. Под воздействием христианства этот популярный бог был отождествлён со святым Фёдором. Тевдоре покровительствует трудолюбивым людям, занимающимся сельским хозяйством. Его эпитет — «Великий Господин», а также «Чёрный» (так как чёрный цвет символизирует землю). Тедоре посвящён праздник весны в субботу первой весенней недели.